# Grigore Obreja
Grigore Obreja (n. 6 noiembrie 1967, Somova, România – d. 29 mai 2016, Chevilly-Larue, Île-de-France, Franța) a fost un canoist român, campion mondial în Mexic 1994 și laureat cu bronz la Atlanta 1996.